# Масариков универзитет
Масариков универзитет (лат. Universitas Masarykiana Brunensis) је универзитет у Брну, Чешка Република, основан 1919. године. Састоји се од десет факултета.

## Историјски развој универзитета
Највећа захвалност оснивању овог универзитета припада наравно Томашу Гаригу Масарику, професора на Карловом универзитету и касније првом председнику Чехословачке. У оквиру своје научне и политичке улоге велику пажњу је посветио развоју чехословачке интелектуалне својине и већ осамдесетих година 19. века је истицао потребу веће конкуренције у начној сфери. У том контексту је указивао на то да је тадашњем једином универзитету у Прагу потребан конкурент. Оснивање другог Чешког универзитета је веома дуг временски период био један од главних приоритета а у томе је имао подршку шире јавности. Највећи проблем је представљао избор места за оснивање универзитета. Иако је већина јавности била за оснивање универзитета у другом највећем граду Чешке противници овог плана су били брњенски Немци, који су Брно тотално политички освојили и бојали су се да би то довело до слабљења њиховог утицаја.
Тек након завршетка Првог светског рата и распада тадашње Аустро-угарске монархије створили су се услови за оснивање универзитета. За његово седиште био је предлаган и Оломоуц али је предност свакако дата Брну. Основан је као други чешки универзитет 28.јануара 1919. године. У време оснивања имао је 4 факултета (правни, медицински, природноматематички и филозофски).
Из политичких разлога за време комунистичког режима Масариков универзитет је носио назив Јана Евангелиста Пуркиња познатог Чешког цитолога (1960—1989).
За свој информациони систем, Масариков универзитет 2005. године је добио награду EUNIS Elite Award.

## Садашње стање
Своју канцеларију универзитет поседује и у месту Телч, kao и истраживачку станицу на Антарктику. 
Према броју студената (око 40.000 на редовним студијама) и студијских одсека и програма, Масариков Универзитет је тренутно други универзитет у Чешкој Републици.
Током академске године 2012/2013 на универзитету је било преко 1000 иностраних студената. На овом универзитету тренутно студира неколицина српских студената од којих је већина плод сарадње шумадијског региона и јужноморавског краја са седиштем у Брну.
- 2003. године почела је изградња универзитетског кампуса једне од најмодернијих високошколских здања у средњој Европи. Планиран завршетак радова 2015.
- 2014. отворен је CEITEC (Central European Institute of Technology, чеш. Středoevropský technologický institut)
- 2020. од 1.7. у састав Масариковог универзитета улази и Фармацеутски факултет који прелази са Ветеринарског универзитета у Брну

## Ректор
Функцију ректора од септембра 2019. обавља професор неурологије Мартин Бареш претходно обављајући функцију декана Медицинског факултета у Брну. На том месту наследио је музиколога Микулаш Бека.

## Факултети
- Медицински факултет (1919)
- Правни факултет (1919)
- ПМФ (1919)
- Факултет умјетности (1919)
- Филозофски факултет (1946)
- Фармацеутски факултет (1952-1960) ; сада самостални универзитет
- Факултет економије и управе (1991)
- Факултет за информатику (1994)
- Факултет за социјалне студије (1998)
- Факултет за спорт и екологију (2002)
- Фармацеутски факултет (2020)

## Слике универзитета
- Ректорат
- Универзитетски кампус Бохуњице
- Универзитетски кампус Бохуњице
- Филозофски факултет
- Економски факултет
- Педагошки факултет
- Факултет информационих технологија
- Стари медицински факултет
- Правни факултет
- Правни факултет